# 15
15 (XV) var ett normalår som började en tisdag i den julianska kalendern.

## Händelser

### Okänt datum
- Valerius Gratus utnämns till praefectus civitatis av Judeen.
- Emona (nuvarande Ljubljana) grundas.
- Legio XXI Rapax stationeras i nuvarande Regensburg.
- Germanicus utkämpar ett oavgjort slag mot Arminius i Teutoburgerskogen.
- I Rom övergår rätten att välja offentliga tjänstemän från folket till kejsaren och senaten.
- Nikolaus av Damaskus publicerar en biografi över Augustus.

## Födda
- 24 september – Vitellius, romersk kejsare 16 april–20 december 69 (d. 69)
- 6 november – Agrippina d.y., romersk kejsarinna (född detta eller nästa år) (d. 59)

## Avlidna
- Sejus Strabon, praetorianprefekt, efterträdd av sin son Sejanus